# Nicola Amati
Nicola Amati, Nicolò Amati nebo Nicolao Amati (3. září 1596 Cremona – 12. dubna 1684 Cremona) byl italský houslař. Je jedním z nejznámějších houslařů z rodu Amati. Ze všech houslí rodiny Amati jsou jeho housle považovány za nejvhodnější pro moderní hru. Byl učitelem slavných houslařů Cremonské školy, jako byli Andrea Guarneri a Giovanni Battista Rogeri. Podle některých badatelů byl rovněž učitelem Antonia Stradivariho a Jakoba Stainera. Jeho žákem byl také Bartolomeo Cristofori, vynálezce klavíru.

## Život
Nicola se pravděpodobně vyučil u svého otce a strýce. Od 20. let 16. století byl hlavním houslařem dílny Amati. Počínaje rokem 1630 se začal oprošťovat od vzorů svého otce a začal postupně vykazovat známky originality. Poté, co italský mor v letech 1629-1631 prakticky vyhubil všechny houslaře v Cremoně a Brescii (včetně jeho otce), Nicola pokračoval v místní tradici výroby houslí sám. Poptávka po hudebních nástrojích začala ve 40. letech 16. století znovu stoupat, takže Amatimu nezbylo než rozbít dosavadní tradici a začal přijímat do své dílny učně mimo svou rodinu. Kteří z později slavných houslařů byli ale opravdu jeho žáky, je v mnoha případech nejisté a vedou se o tom spory, zejména v případě Stradivariho. Důkazem, že byl Amatiho žákem, má být to, že dendrochronologická analýza ukázala, že rezonanční desky na dochované Stradivariho harfě z roku 1681 byly vyrobeny ze stejného kmene stromu jako Amatiho violoncello vyrobené v roce 1679. Na jedněch Stradivariho houslích z roku 1666 se také dochoval štítek Alumnus Nicolais Amati (Žák Nicoly Amatiho), avšak podle některých badatelů to může znamenat také jen to, že byl Stradivari Amatiho obdivovatelem a cítil se být jeho následníkem. Odpůrci teorie o žákovství také poukazují na rozdíly v konstrukci houslí. Nicola se přestal aktivně podílet na výrobě houslí koncem roku 1670. Jeho syn Girolamo Amati (známý jako Girolamo II.) byl posledním houslařem rodu.